# Megalofaciatus
Megalofaciatus is een geslacht van wantsen uit de familie van de Miridae (blindwantsen). Het geslacht werd in 2021 beschreven door Artur Taszakowski, Jung-Gon Kim en Aleksander Herczek.

## Soorten
Het genus bevat de volgende soorten:

- Megalofaciatus foliotibialis Taszakowski, Kim & Herczek, 2021
- Megalofaciatus gibbosus Taszakowski, Kim & Herczek, 2021